# Sociale onthouding

Zwitsers icoon voor sociale onthouding

Sociale onthouding of sociale distantie/distantiëring (afgeleid van het Engelse social distancing), of ook wel sociale terughoudendheid, is het nemen van een reeks maatregelen ten behoeve van infectiebeheersing.  Afhankelijk van hoe de ziekte wordt overgedragen worden deze toegepast om de verspreiding van een besmettelijke ziekte te stoppen of te vertragen. Het bewaren van sociale afstand heeft alleen betrekking op fysieke afstand en niet op bijvoorbeeld online samenwerking en contact via sociale media.
Het gaat bij sociale onthouding om het vergroten van de intermenselijke fysieke afstand en het afzien van fysiek contact, zoals zoenen of een hand geven. Het woord sociaal geeft aan dat het niet gaat om de onderlinge afstand tussen mensen binnen een huishouden of de afstand tussen zorgverlener en patiënt, maar de afstand tussen bekenden die samen iets ondernemen, bij elkaar op bezoek gaan, of elkaar tegenkomen, en tussen onbekenden op straat, in het openbaar vervoer, winkels, horeca, evenementen enz. Het betreft dan de situatie dat men niet weet wie besmet is, en daarom ten opzichte van iedereen afstand houdt. Er kunnen uitzonderingen gelden voor mensen binnen hetzelfde huishouden, minderjarigen en bij de uitoefening van contactberoepen. Daarnaast kunnen er ook maatregelen genomen worden in situaties waar het houden van voldoende fysieke afstand niet mogelijk is, zoals het verplicht dragen van een niet-medisch mondkapje (bijvoorbeeld in het openbaar vervoer) en het gebruik van transparante schermen (in bijvoorbeeld winkels en kantoren).

## Coronapandemie
Aan het begin van de coronapandemie is de term flatten the curve (Nederlands: afvlakken van de kromme) ingeburgerd. De kromme die bedoeld wordt is de grafiek van het aantal patiënten als functie van de tijd. Het afvlakken is het verlagen en verbreden, zodat de toestroom van patiënten wordt gespreid en ziekenhuizen deze beter aankunnen. Sociale onthouding is een middel om dit doel te bereiken.
Zo hanteert het RIVM een advies van 1.5 meter (twee armlengtes) afstand houden om jezelf en anderen te beschermen tegen infectie met het coronavirus. Bij een vermoeden dat zoiets lang nodig zal zijn worden soms termen gebruikt als anderhalvemetersamenleving.                     
Supermarkten stellen tijdens de coronacrisis soms het gebruik van een winkelwagen verplicht, omdat dit, althans in de lengterichting daarvan, de afstand tussen de klanten kan garanderen, als ze zoals aanbevolen alleen komen.
Afstandsbeperkingen zijn doorgaans minder effectief in situaties waarbij infectieziekten voornamelijk worden overgedragen via besmet water, voedsel of dragers zoals muggen en andere insecten waarbij de ziektebron zich als gastheer manifesteert.

## Keerzijde

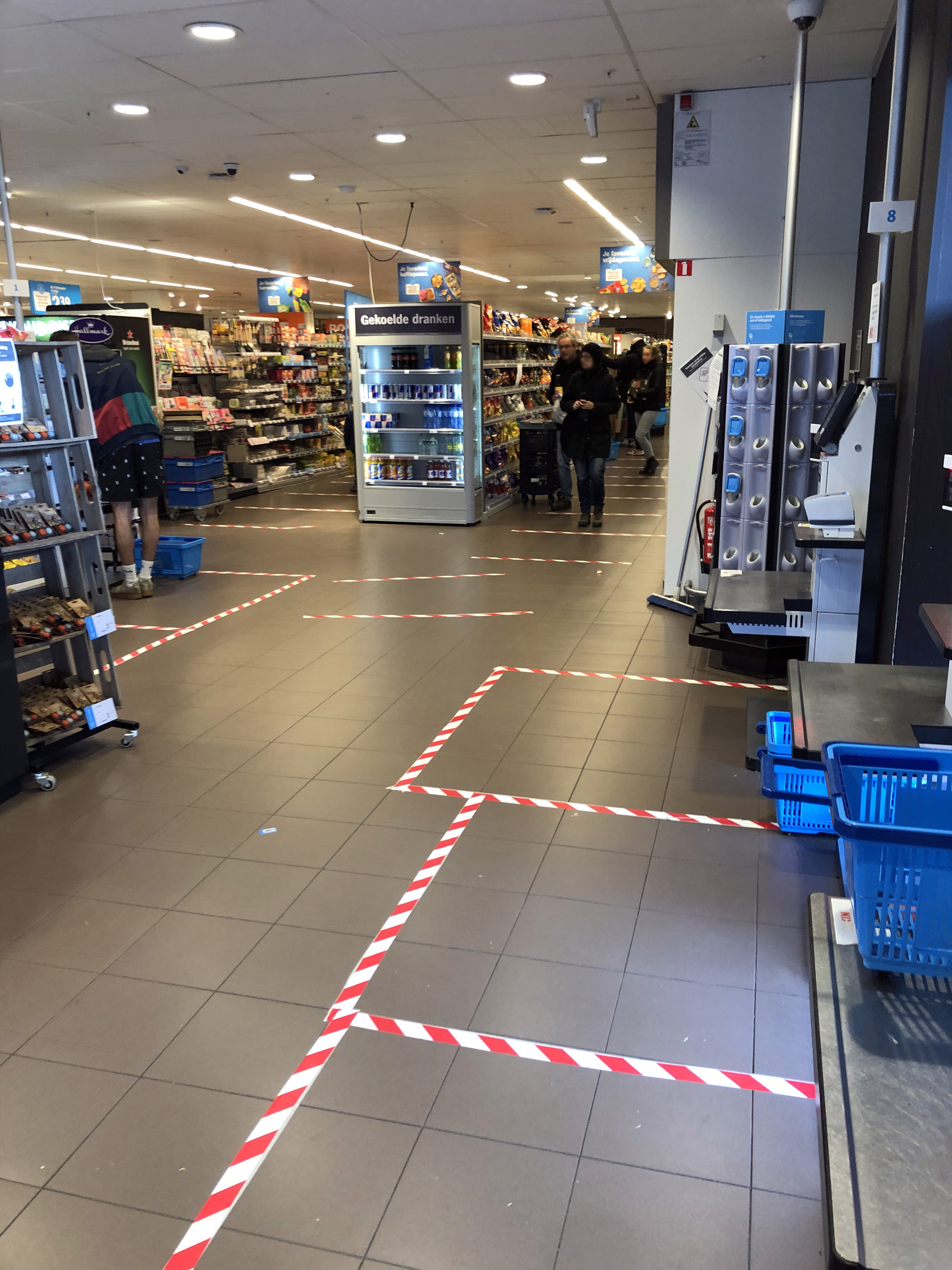
Sociale onthouding tijdens de corona-pandemie: lijnen op de vloer van een supermarkt geven aan hoeveel afstand mensen van elkaar moeten houden.

Het in acht nemen van de maatregel heeft serieuze implicaties in moderne samenlevingen, zoals versterkte gevoelens van eenzaamheid, verminderde productiviteit, economische malaise en het verlies van andere voordelen die verband houden met menselijke nabijheid. Zo waren de maatschappelijke gevolgen van de coronacrisis in Nederland mede door de doorgevoerde sociale onthouding, net als in de rest van de wereld groot.

## Afbeeldingen

Engelse uitleg "Flatten the curve" bij COVID-19 uitbraak
Engelse uitleg "Flatten the curve" bij COVID-19 uitbraak
alternatieven voor handen schudden
uitleg hoe maatregelen een exponentiële groei kunnen voorkomen
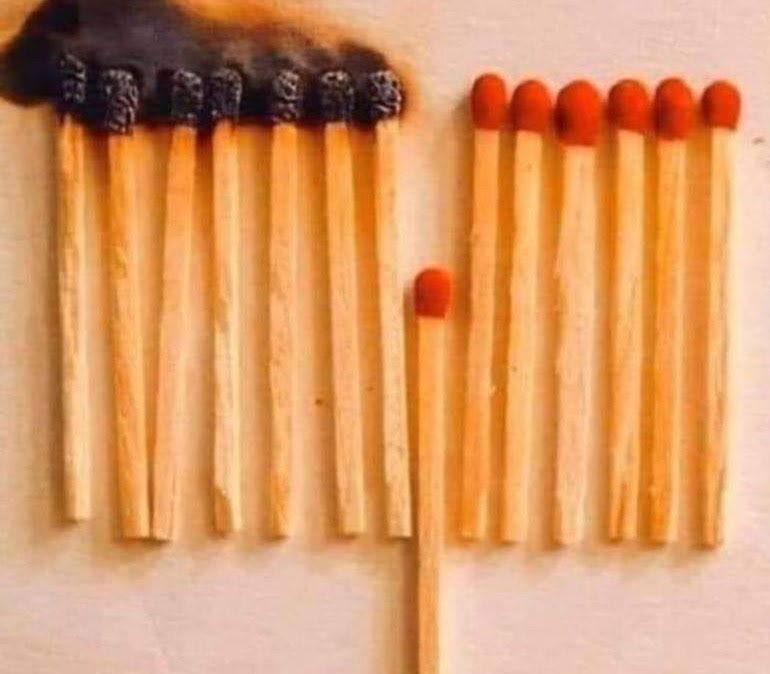
door afstand te houden, kan verspreiding worden voorkomen